# دهکده سلامی
دهکده سلامی، روستایی کم جمعیت از توابع بخش مرکزی شهرستان شیراز در استان فارس ایران بوده است. این روستا هم اکنون جزو شهرداری منطقه ۷ شیراز است.

## جمعیت
این روستا در دهستان قره باغ قرار داشته است و براساس سرشماری مرکز آمار ایران در سال ۱۳۸۵، جمعیت آن ۴۳ نفر (۸خانوار) بوده‌است.